# Canoa/kayak ai Giochi della XVIII Olimpiade - K2 500 metri femminile
La competizione del K2 500 metri femminile di Canoa/kayak ai Giochi della XVIII Olimpiade si è disputata nei giorni dal 20 al 22 ottobre 1964 nel bacino del Lago Sagami a Sagamihara.

## Programma
| Data            | Round      | Nota                                          |
| --------------- | ---------- | --------------------------------------------- |
| 20 ottobre 1964 | 2 Batterie | Le prime 3 in finale. Le restanti al recupero |
| 21 ottobre 1964 | 1 Recupero | Le prime 3 in finale.                         |
| 22 ottobre 1964 | Finale     |                                               |

## Risultati

### Batterie
| Pos. | Nazione     | Atleti                             | Tempo   |
| ---- | ----------- | ---------------------------------- | ------- |
| 1    | Danimarca   | Birthe Lindskov Hansen Anni Werner | 1'58"99 |
| 2    | Stati Uniti | Francine Fox Glo Perrier           | 1'59"69 |
| 3    | Svezia      | Else-Marie Lindmark Eva Sisth      | 2'00"16 |
| 4    | Australia   | Margaret Buck Lynette Wagg         | 2'08"43 |
| 5    | Giappone    | Hiroko Oshima Keiko Okamoto        | 2'14"53 |

| Pos. | Nazione          | Atleti                                | Tempo   |
| ---- | ---------------- | ------------------------------------- | ------- |
| 1    | Germania         | Roswitha Esser Annemarie Zimmermann   | 1'56"66 |
| 2    | Romania          | Hilde Lauer Cornelia Sideri           | 1'57"69 |
| 3    | Unione Sovietica | Nina Gruzintseva Antonina Seredina    | 1'58"81 |
| 4    | Ungheria         | Katalin Benkő Mária Róka              | 2'02"19 |
| 5    | Polonia          | Izabella Antonowicz Daniela Walkowiak | 2'05"86 |

### Recupero
| Pos. | Nazione   | Atleti                                | Tempo   |
| ---- | --------- | ------------------------------------- | ------- |
| 1    | Ungheria  | Katalin Benkő Mária Róka              | 2'06"90 |
| 2    | Polonia   | Izabella Antonowicz Daniela Walkowiak | 2'11"02 |
| 3    | Australia | Margaret Buck Lynette Wagg            | 2'14"61 |
| 4    | Giappone  | Hiroko Oshima Keiko Okamoto           | 2'18"39 |

### Finale
| Pos.    | Nazione          | Atleti                                | Tempo   |
| ------- | ---------------- | ------------------------------------- | ------- |
| Oro     | Germania         | Roswitha Esser Annemarie Zimmermann   | 1'56"95 |
| Argento | Stati Uniti      | Francine Fox Glo Perrier              | 1'59"16 |
| Bronzo  | Romania          | Hilde Lauer Cornelia Sideri           | 2'00"25 |
| 4       | Unione Sovietica | Nina Gruzintseva Antonina Seredina    | 2'00"69 |
| 5       | Danimarca        | Birthe Lindskov Hansen Anni Werner    | 2'00"88 |
| 6       | Svezia           | Else-Marie Lindmark Eva Sisth         | 2'02"24 |
| 7       | Ungheria         | Katalin Benkő Mária Róka              | 2'03"67 |
| 8       | Polonia          | Izabella Antonowicz Daniela Walkowiak | 2'04"31 |
| 9       | Australia        | Margaret Buck Lynette Wagg            | 2'10"70 |